# Filefjell

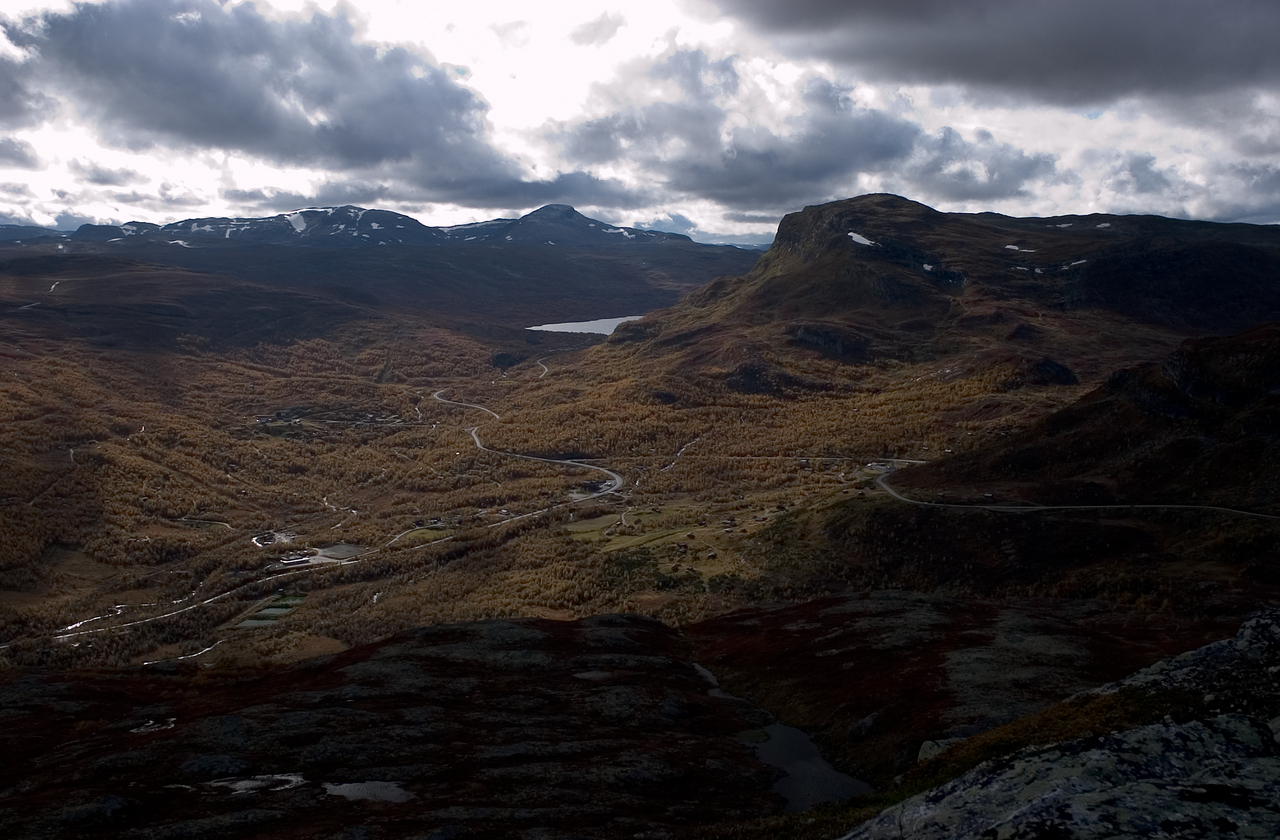
Das Filefjell bei Tyinkrysset

Das Filefjell (auch Fillefjell) ist ein Fjell in den norwegischen Provinzen Vestland und Innlandet. Es verbindet das Valdres im Osten mit dem Lærdalen–Tal im Westen und bildet einen der wichtigsten Bergpässe zwischen Ost- und Westnorwegen. Über das Filefjell führt die Europastraße 16, die Norwegens wintersicherste Ost-West-Verbindung bildet. Der Name Filefjell geht auf die Alm Fillestølen zurück und umfasste ursprünglich nur einen Teil des Gebietes, das heute als Filefjell bezeichnet wird.
Das Filefjell liegt auf etwa 1200 Metern über dem Meeresspiegel. Die höchsten Erhebungen, der Suletinden mit 1812 Metern und die Bleia mit 1821 Metern, liegen am südwestlichen Rand des Bergplateaus. Der höchste Punkt der E16 liegt auf 1013 Metern, westlich des Sees Otrøvatnet (oder Støgofjorden). Hier entspringt auch der Fluss Begna, der nach 213 Kilometern bei Hønefoss mit der Randselva zusammenfließt.

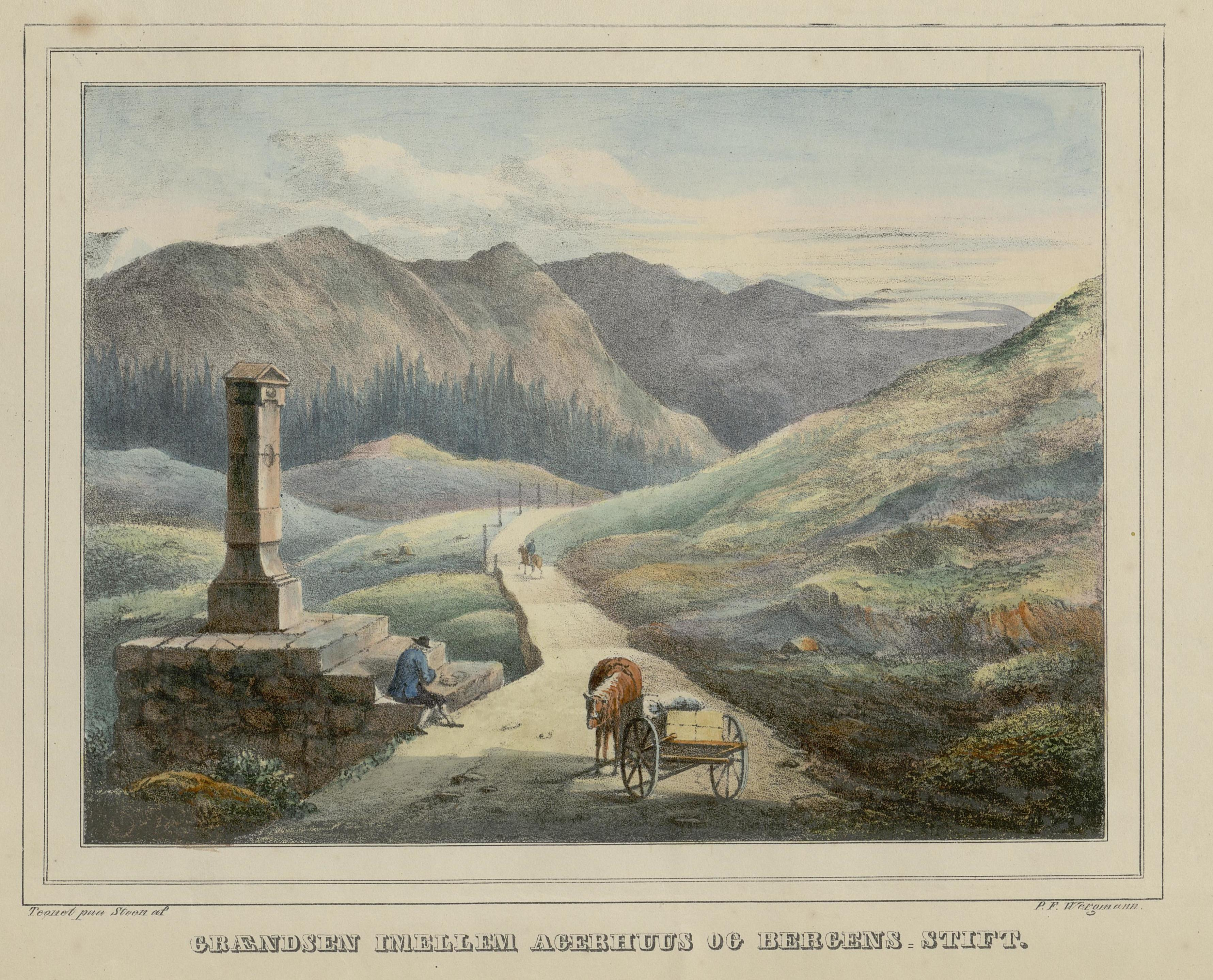
Murklopphaugen, 1250 Meter über dem Meeresspiegel, 1833–36

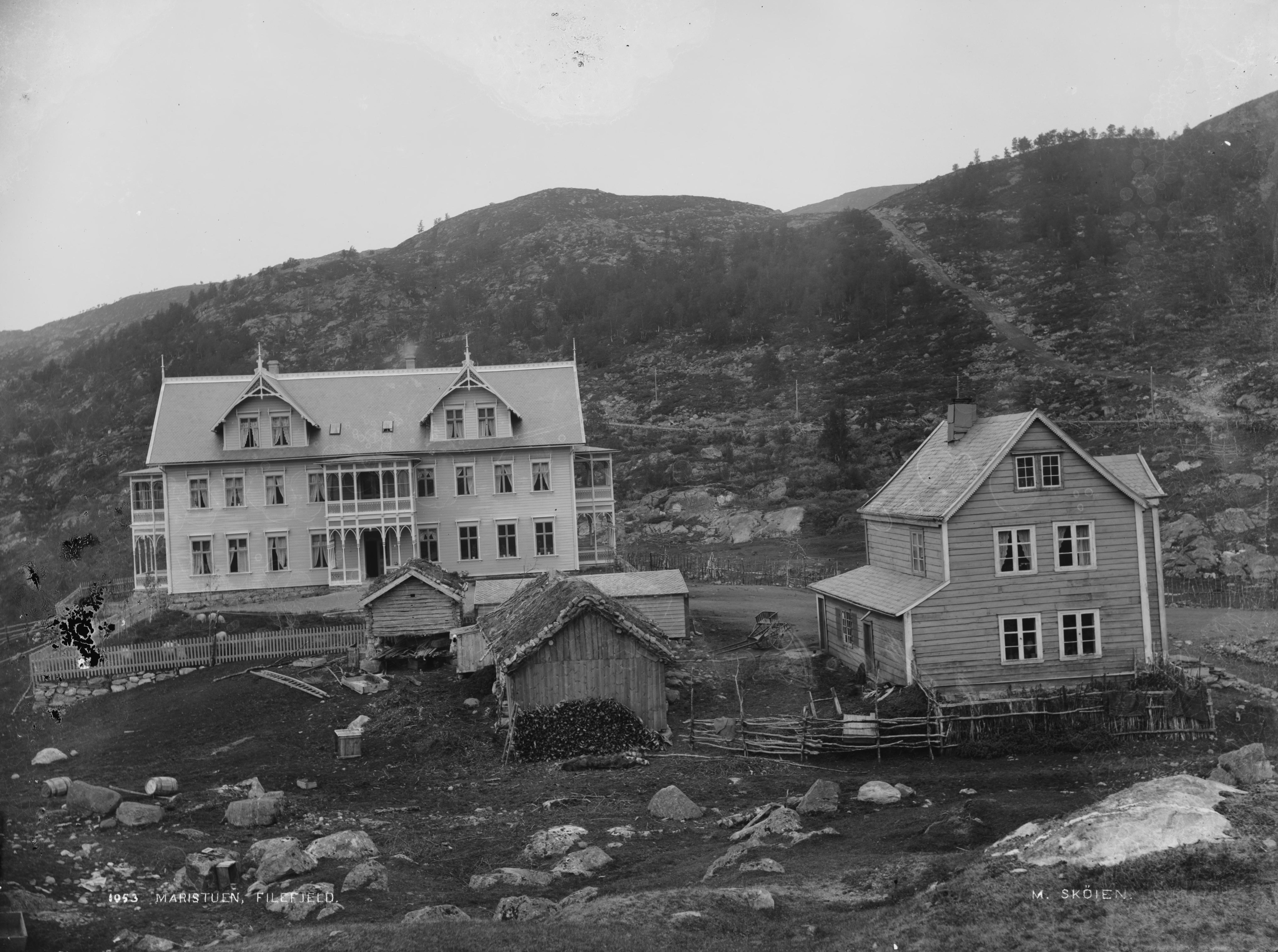
Maristuen, Filefjell – um 1890

Bereits im Mittelalter verlief eine alte Handelsroute über das Filefjell, die vornehmlich von den Bauern des Valdres genutzt wurde, um den Fjord bei Lærdal zu erreichen. Entlang des Weges, der als besonders mühsam und gefährlich galt, entstanden seit dem Mittelalter einfache Gasthäuser, in denen die Reisenden übernachten konnten. Maristova (oder Maristuen) am westlichen Rand wurde 1358 erstmals erwähnt, Nystuen im östlichen Teil wurde Anfang des 17. Jahrhunderts errichtet. Unweit von Nystuen befand sich seit dem Mittelalter eine Stabkirche, die Thomas Becket geweiht war. Hier trafen sich die Bauern aus Ost und West zum Gottesdienst am 2. Juli jeden Jahres. 1808 wurde die Kirche abgerissen und 1972 durch die heutige Sankt-Thomas-Kirche ersetzt. Die Bauern von Lærdal und Borgund waren verpflichtet, reisende Beamte und Post über das Bergplateau zu befördern und den Weg instand zu halten. Dafür waren sie seit 1563 vom Militärdienst ausgenommen und mussten nur die Hälfte der üblichen Steuern bezahlen.
Mit steigendem Verkehr und Postvolumen wurde eine bessere Ost-West-Verbindung notwendig, und 1790 begann der Ausbau des als Kongevegen over Filefjell (Königsweg über das Filefjell) bezeichneten Weges, der 1793 fertiggestellt wurde und die erste fahrbare Verbindung über das Bergplateau bildete. Bis 1843 führte der Weg über den Murklopphaugen auf 1250 Metern über dem Meeresspiegel, der gleichzeitig die Grenze zwischen den Verwaltungsbezirken Akershus und Bergenhus Stift bildete. Danach wurde der Weg ins benachbarte Smedalen verlagert und folgt in etwa der gleichen Route wie die heutige E16.
2009 beschloss die norwegische Straßenverkehrsbehörde gemeinsam mit den umliegenden Gemeinden, den ursprünglichen Kongevegen als Wanderweg wieder instand zu setzen. Das Projekt wurde 2016 abgeschlossen und ein Jahr später mit dem Europa-Nostra-Preis  ausgezeichnet.